# Schistura papulifera
Schistura papulifera is een straalvinnige vissensoort uit de familie van de bermpjes (Nemacheilidae). De wetenschappelijke naam van de soort is voor het eerst geldig gepubliceerd in 2007 door Kottelat, Harries & Proudlove.